# Azouz Nasri
Pour les articles homonymes, voir Nasri.
Azouz Nasri, né en 1945 dans la wilaya de Sétif, est un juriste et homme politique algérien. 
Après une carrière dans la magistrature de 1970 jusqu'en 2001, il devient député Front de libération nationale (FLN) de 2002 à 2007. En 2014, il est  cofondateur et  membre du bureau politique d'Avant-garde des libertés et ce jusqu'au départ de ce parti d'Ali Benflis, en décembre 2019. 
Azouz Nasri est nommé membre du Conseil de la nation (sénat) par le président de la République, Abdelmadjid Tebboune, le 15 février 2022.  Il devient président du Conseil de la nation le 19 mai 2025.

## Biographie

### Naissance et formations
Azouz Nasri est né en 1945 dans la wilaya de Sétif. Il est titulaire d'un baccalauréat en philosophie obtenu en 1966. Il est diplômé d’une licence en droit de l’université d’Alger et de l’École nationale d’administration (section justice) en 1970,,.

### Carrière professionnelle
À partir de 1970 jusqu'en 2001, il travaille dans plusieurs postes au sein de la justice algérienne. 
Il commence sa carrière de magistrat comme juge à la Cour de Chlef de 1971 à 1972 et ce dans le cadre du service national algérien. Puis de 1972 à 1974, il est substitut du procureur à la Cour de Mostaganem.  Il continue comme procureur général à Skikda de 1974 à 1978 puis à Constantine de 1978 à 1985. Il intègre ensuite comme directeur le ministère de la Justice entre 1985 et 1988, date à laquelle il rejoint la Cour suprême comme procureur général adjoint et ce jusqu'en 1989,.
Il est membre du Conseil constitutionnel de 1989 à 1995. Il devient alors président de la Cour suprême de 1995 à 2001,.

### Parcours politique
Azouz Nasri est député Front de libération nationale (FLN) de 2002 jusqu’à 2007. 
Réputé proche de l’ancien chef du gouvernement et ministre de la Justice, Ali Benflis, il est, en 2014, cofondateur et  membre du bureau politique du parti Avant-garde des libertés (Talaie El Houriat),. Il participe à l'élection présidentielle de 2014 et à l'élection présidentielle de 2019 au sein de l'équipe de campagne d'Ali Benflis.  Il quitte le parti Avant-garde des libertés, après le départ de ce dernier, en décembre 2019,. 
Il est désigné sénateur le 15 février 2022, pour un mandat de six ans, par le président de la République, Abdelmadjid Tebboune. En mai 2025, Azouz Nasri est le candidat unique du tiers présidentiel à la présidence du Conseil de la nation pour succéder à Salah Goudjil, avec le soutien unanime de l'ensemble des groupes parlementaires,. En effet, trois autres candidats se sont retirés, à savoir les sénateurs Belkacem Boukhari, Issa Bourkeba et Dahou Ould Kablia. Il est effectivement élu président du Conseil de la nation le 19 mai 2025.
Lors de son premier discours en tant que président du Conseil de la nation, Azouz Nasri présente sa vision politique et parlementaire. Il demande à ses collègues leurs aides pour « assumer pleinement » ses responsabilités. Il évoque par ailleurs la crise diplomatique entre l'Algérie et la France. Il critique  une France « nostalgique de son passé colonial », qui ambitionne de « déstabiliser » l'Algérie et qui remet en cause la « probité de notre système judiciaire ». Il demande au contraire des « relations bilatérales d’égal à égal, basées sur le respect mutuel et les intérêts réciproques »,.